# Лейк-Харт (Флорида)
Лейк-Харт (англ. Lake Hart) — статистически обособленная местность, расположенная в округе Ориндж (штат Флорида, США) с населением в 557 человек по статистическим данным переписи 2000 года.

## География
По данным Бюро переписи населения США статистически обособленная местность Лейк-Харт имеет общую площадь в 4,92 квадратных километров, из которых 3,63 кв. километров занимает земля и 1,29 кв. километров — вода. Площадь водных ресурсов округа составляет 26,22 % от всей его площади.
Статистически обособленная местность Лейк-Харт расположена на высоте 21 м над уровнем моря.

## Демография
По данным переписи населения 2000 года в Лейк-Харт проживало 557 человек, 155 семей, насчитывалось 227 домашних хозяйств и 258 жилых домов. Средняя плотность населения составляла около 113,21 человек на один квадратный километр. Расовый состав населённого пункта распределился следующим образом: 94,79 % белых, 0,54 % — чёрных или афроамериканцев, 0,18 % — коренных американцев, 1,44 % — азиатов, 1,62 % — представителей смешанных рас, 1,44 % — других народностей. Испаноговорящие составили 3,95 % от всех жителей статистически обособленной местности.
Из 227 домашних хозяйств в 23,8 % воспитывали детей в возрасте до 18 лет, 59,5 % представляли собой совместно проживающие супружеские пары, в 5,7 % семей женщины проживали без мужей, 31,3 % не имели семей. 21,6 % от общего числа семей на момент переписи жили самостоятельно, при этом 6,6 % составили одинокие пожилые люди в возрасте 65 лет и старше. Средний размер домашнего хозяйства составил 2,45 человек, а средний размер семьи — 2,78 человек.
Население статистически обособленной местности по возрастному диапазону по данным переписи 2000 года распределилось следующим образом: 20,3 % — жители младше 18 лет, 4,3 % — между 18 и 24 годами, 31,4 % — от 25 до 44 лет, 31,2 % — от 45 до 64 лет и 12,7 % — в возрасте 65 лет и старше. Средний возраст жителей составил 42 года. На каждые 100 женщин в Лейк-Харт приходилось 111,8 мужчин, при этом на каждые сто женщин 18 лет и старше приходилось 112,4 мужчин также старше 18 лет.
Средний доход на одно домашнее хозяйство статистически обособленной местности составил 50 625 долларов США, а средний доход на одну семью — 55 568 долларов. При этом мужчины имели средний доход в 36 000 долларов США в год против 22 361 доллар среднегодового дохода у женщин. Доход на душу населения статистически обособленной местности составил 50 625 долларов в год. Все семьи имели доход, превышающий уровень бедности, 6,9 % от всей численности населения находилось на момент переписи населения за чертой бедности, при том все жители младше 18 и старше 65 лет имели совокупный доход, превышающий прожиточный минимум.